# Lokala Nyheter Gävleborg
Lokala Nyheter Gävleborg (tidigare SVT Gävleborg och SVT Nyheter Gävleborg) är Sveriges Televisions regionala nyhetsprogram för Gävleborgs län.

## Historia
Gävleborgs län ingick tidigare i televisionens "Gävle-Dala-distrikt" med Falun som huvudort. När programmet Mittnytt började sända från SVT Sundsvall ingick Gävledaladistriktet i dess bevakningsområde. 
År 1994 delades Mittnytt upp och Gävledala från SVT Falun blev SVT:s nyhetsprogram för Kopparbergs län och Gävleborgs län.
Den 31 augusti 2006 började SVT sända lokala nyheter enbart för Gävleborg i mindre skala när Gävledala Gävleborg startade som en upplaga av den tidiga kvällssändningen 17:55.
År 2008 utökades antalet upplagor av SVT:s regionala huvudsändning på kvällen och en särskild upplaga kallad SVT Gävleborg började sända en gång varje vardagskväll. Övriga regionala sändningar var fortfarande Gävledala.
Efter en större omorganisering av SVT:s lokala nyhetsverksamhet blev Gävleborgs län en egen nyhetsregion inom SVT med namnet SVT Nyheter Gävleborg. Det nya programmet började sända den 13 april 2015.

## Redaktionschefer
- Jimmy Roos, 2015[3]–2019[4]
- Joanna Wågström, 2019[5]–.